# INAC TV
『INAC TV』(アイナック・ティーヴィー)は、BSフジで2012年4月20日から2017年3月25日まで放送されていたINAC神戸レオネッサの情報・応援・サッカー番組。

## 概要
内容はINAC神戸レオネッサの練習風景や試合映像、選手監督の単独インタビュー、番組独自の企画、イベント情報など。
2012年4月 - 2013年2月までは月一回の本放送と再放送、2013年3月からは月二回の本放送と再放送、2014年4月から第1・3土曜日10:00 - 11:00の放送、2016年4月から月1回土曜日23:00 - 23:55の放送。

## コーナー
- 「潤子の部屋」甲斐潤子がチームメイトを招いて対談する。
- 「“私服"のひととき」メンバーの私服紹介。
- 「INAC神戸レオネッサGOALDigest」年度ゴールシーン全てを紹介。
- 「INAC News」チームの情報を紹介。
- 「千葉弘樹俺の弁当チェック」管理栄養士の資格を持つGKコーチ千葉が選手の手作りお弁当を評価採点する。
- 「ワンポイントレッスン」選手、コーチ陣がサッカー技術を実践を交え解説。

## 出演者
- INAC神戸レオネッサ
- 松原渓

## 放送リスト
| 回 | 放送日             | 内容 |
| -- | ------------------ | --- |
| 11 | 2013年2月15日      | INACに新戦力!磯金・渡辺・道上・平野・山田・今井に密着 INAC神戸レオネッサ2012GOALDigestVol.2 始動!女王INAC川澄主将らが新体制を語る 松原渓のMonthlyTarget(高瀬愛実) INACNews |
| 37 | 2014年5月3日・10日 | レギュラーシリーズ第4節岡山戦・第5節千葉戦リポート 千葉弘樹俺の弁当チェック(増矢理花) ワンポイントレッスン(④FK編、中島依美、森亮太)                                        |

## DVD
- INAC TV Vol.1(2012年7月18日、ポニーキャニオン)
- INAC TV Vol.2(2012年10月17日、ポニーキャニオン)
- INAC TV Vol.3(2013年2月6日、ポニーキャニオン)
- INAC TV Vol.4(2013年5月15日、ポニーキャニオン)

## スタッフ
- ナレーション:関野浩之
- 構成:谷田彰吾
- 編成:中島寛朗(BSフジ)
- 広報:山田章雄(BSフジ)
- 編集:木村信彦、千葉南
- MA:中村貴明
- 音効:萩野賢、岩下広史
- CG:PDトウキョウ、SUGARLESSFACTORY
- 技術協力:エキスプレス、東京フィルム・メート、一光
- 映像提供:関西テレビ、スカパー!
- 写真提供:アフロ
- 協力:日本女子サッカーリーグ、フロムワン
- TK:山本悦子
- AD:山路竜一
- 取材ディレクター:メディアプルポ(金本敏英、溝上正造)
- ディレクター:丸山康隆
- 演出・プロデューサー:板谷泰彦
- 制作協力:共同テレビ、メディアプルポ
- 制作著作:BSフジ